# Paper d'alumini
|  | No s'ha de confondre amb Paper d'estany. |

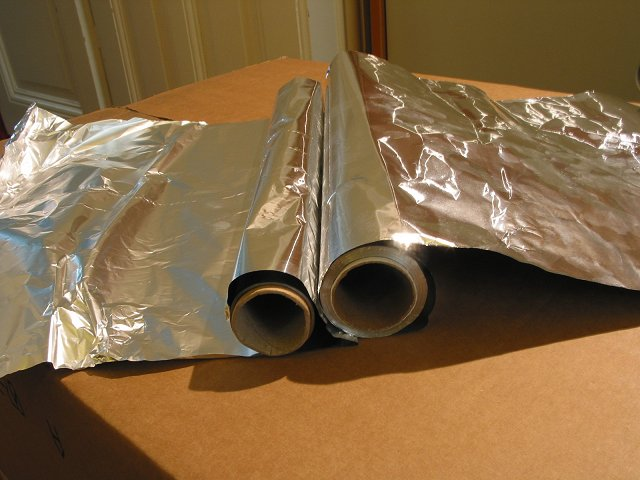
Dos rotllos de paper alumini.

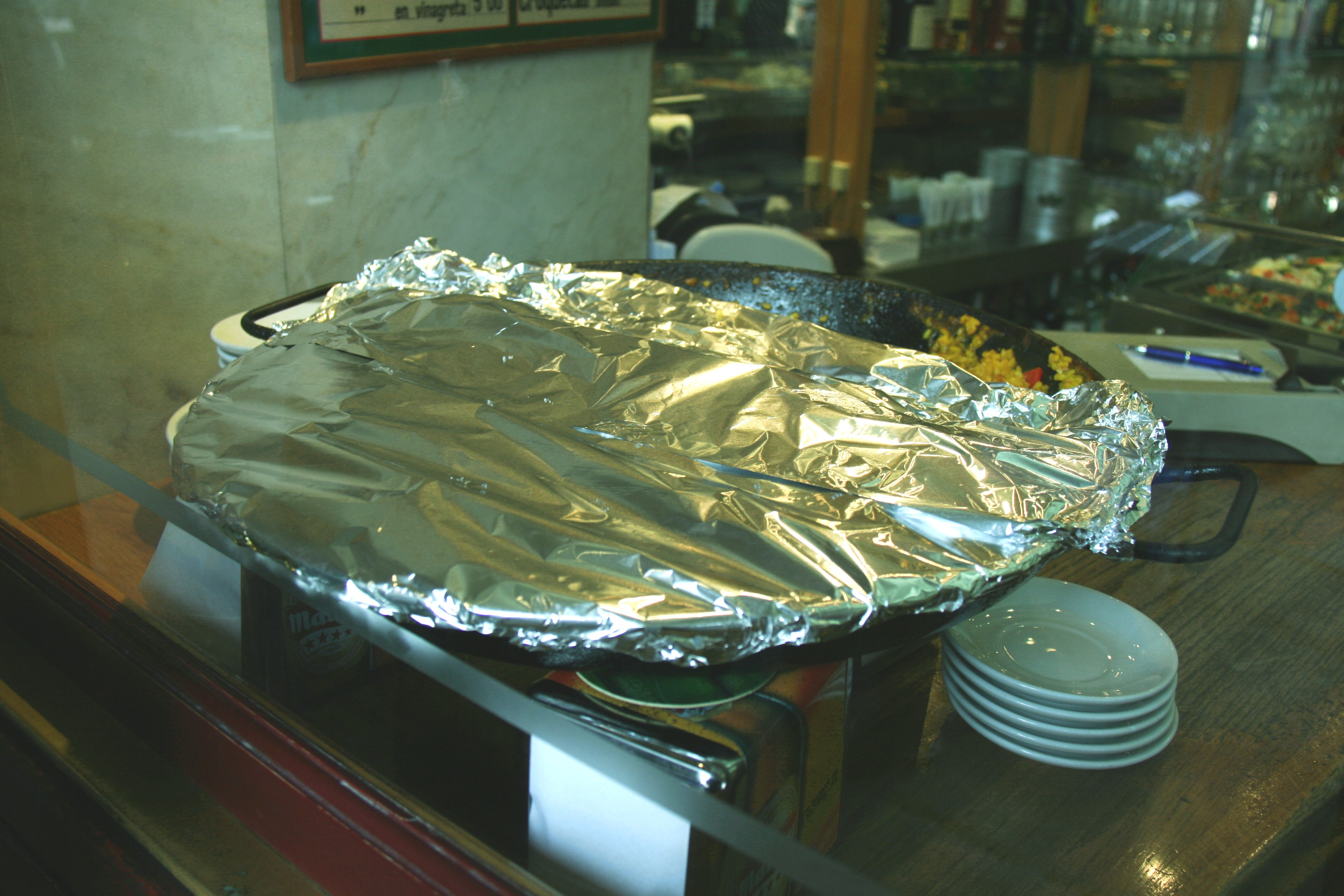
Paella reposant en paper d'alumini.

El paper d'alumini, també denominat paper de plata per la seva semblança a la brillantor cromat que reflecteix l'alúmina, són fulles primes de alumini d'un gruix inferior a 0,2 mm, havent-hi mesures tan fines com les que estan per sota dels 0,006 mm. Així, el full de metall és summament flexible i pot ser doblegat o cobrir objectes amb molta facilitat. No obstant això, aquest producte és fràgil i fàcilment es fa malbé, i comunament laminat en combinació amb altres materials com plàstic o paper per fer-lo més útil.
Quan es va introduir al mercat, va trigar diverses dècades en substituir l'ús del paper d'estany a mitjan segle xx. Té la qualitat especial que repel·leix la calor; per exemple, és bon material per posar el menjar a fer-se al forn, ja que aquest material repel·leix per complet la calor i es pot agafar perfectament sense cremar-se després que aquest material hagi suportat temperatures molt elevades.
El paper d'alumini és un full fi d'alumini, extremadament mal·leable, que té nombrosos usos en la vida quotidiana, entre les quals hi ha la de poder fer d'embolcall de diversos objectes. És conductor d'electricitat i s'utilitza també com a paper d'embalatge per embolicar aliments. A Espanya es coneix popularment com paper de plata o "paper Albal" per la marca Albal, que el comercialitza. Milions de tones de paper d'alumini s'empren cada dia a tot el món en l'embalatge i protecció d'aliments, cosmètics i productes químics diversos. Per regla general, amb una capa extremadament prima que sol rondar des de les 20 micres a les 6,5 micres, en alguns casos és laminat amb altres materials com ara plàstic o paper.

## Història
Molt abans del modern paper d'alumini, ja s'empraven i es distribuïen fulls fins d'estany per a propòsits similars. A finals del segle xix i a començaments del segle xx, els fulls prims d'estany eren ja molt populars i quan van començar a aparèixer en el mercat els nous fulls de paper d'alumini, la gent els seguia denominant fulls d'estany. El nou producte era millor que els antics fulls d'estany de diverses raons: l'estany deixava sabors «estranys» en els aliments embolicats amb aquest paper i la seva resistència i prestacions eren pitjors. No obstant això, les primeres gravacions d'àudio en els fonògrafs de cilindre es van fer en fins fulls d'estany.
Les làmines d'estany es van reemplaçar per les d'alumini l'any 1910, just quan es va establir la primera planta d'elaboració de làmines d'alumini sota l'empresa Dr Lauber, Neher & Cie., Emmishofen, que va ser instal·lada a Kreuzlingen (Suïssa). La planta pertanyia a J.G. Neher & Sons (fabricants d'alumini), que van començar la seva tasca l'any 1886 al voltant de la ciutat de Schaffhausen, Suïssa, prop de les cascades del Rin, de les quals en capturaven l'energia per a produir l'alumini-. Els germans Neher, juntament amb el Dr. Lauber, van descobrir el procés de laminat sense fi i l'ús del paper d'alumini com a barrera protectora. Els primers usos d'aquests fulls van ser l'embalatge dels productes de tabac i de les barres de xocolata. Al llarg del temps, els productors van afegir laques que pintaven els fulls d'alumini.
L'any 2003, la producció anual de paper d'alumini es va estimar en aproximadament 800.000 tones a Europa i en 600.000 tones en els Estats Units. Aproximadament el 75% del paper d'alumini és usat per a embalar productes alimentaris, Cosmètics i químics, mentre que el 25% restant té usos industrials. No és estrany que es confongui amb la pel·lícula metalitzada, que s'utilitza també en presències però que en realitat està composta de capes recobertes de polímer, amb un prim revestiment d'alumini.

## Propietats

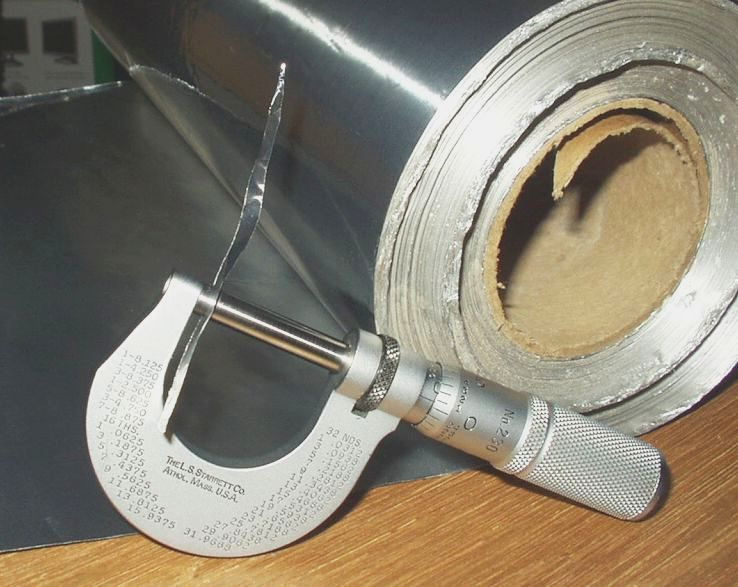
Rotlle gran de paper d'alumini, amb micròmetre mostrant un gruix de 0,013 mm.

Els fulls d'alumini tenen, per regla general, una superfície més brillant (reflectora) i una més mat. Aquest efecte és resultat del seu procés d'elaboració. Com que els fulls d'alumini són fàcils d'esquinçar, es processen en màquines a parells per augmentar la seva resistència general i d'aquesta forma la part que ha estat en contacte amb un altre full d'alumini té un acabat mat, mentre que la cara oposada és brillant. Aquesta diferència reflectiva en l'acabat de les fulles d'alumini fa que moltes persones creguin que això és un avantatge en la cocció d'aliments amb làmines d'alumini, ja que, es diu, la part brillant 'rebutja' la calor mentre que la mat la reté i d'aquesta manera es cuinen millor els aliments. S'ha demostrat que la diferència de temperatura és només perceptible amb instruments, i els seus efectes en la preparació dels aliments són gairebé nuls.

## Toxicitat
Un estudi toxicològic i d'impacte sobre la salut realitzat per l'agència nord-americana ATSDR (Agència per al Registre de Substàncies Tòxiques i Malalties), que no és tòxic per a una persona que no sigui marina al·lèrgica, però no hagués estat pel·lícula. introduït en l'organisme en proporcions que superen la quantitat oberta.
Les exposicions i els nivells d'alumini que apareixen naturalment en els aliments i l'aigua a les formes d'alumini que es troben a la vora i els ulls i els tancs d'alumini no es consideraran perillosos.
De fet, pots, olles i paelles no alliberen el metal excepte amb els aliments extremadament àcids, i no hi ha proves concloents que es relacionen amb la ingesta del mateix amb l'Alzheimer

## Usos

### Embalatge d'aliments

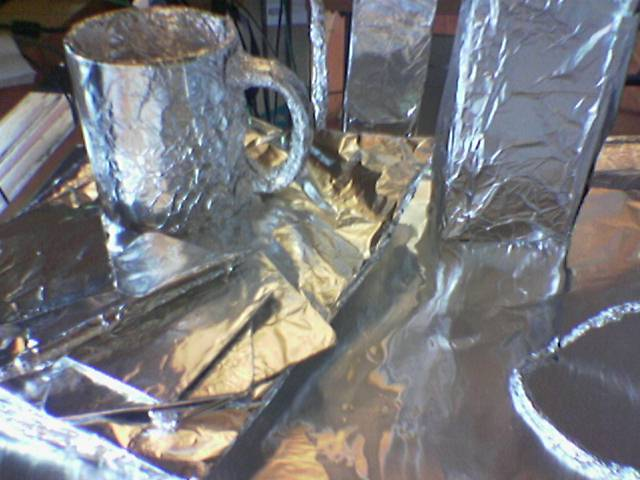
Folis d'alumini cobrint diversos elements

Els fulls d'alumini s'empren en l'embalatge d'aliments, proporcionant un augment de la seva vida de consum; d'aquesta manera es pot veure en begudes, lactis i en altres productes sensibles. El full actua en aquests casos com una barrera contra la llum (que acaba degrada<nt els greixos), les olors, els bacteris i evitant que es guanyi o es perdi humitat.
Les làmines d'alumini s'empren també com a elements de cuina per a elaborar pastissos, cuinar peix, carn, etc.
L'ús casolà d'aquests fulls està molt estès al món i es pot trobar en gairebé qualsevol nevera, per a embolicar aliments (generalment amb la intenció de prevenir olors), per a portar aliments com els sandvitxos en un àpat, a les botigues de menjar ràpid (per exemple, als Estats Units, els restaurants de cuina tex-mex ofereixen els burritos embolicats en fulls d'alumini i a Europa s'ofereix de la mateixa forma els kebabs turcs.

### Aïllant
El paper d'alumini s'utilitza també molt àmpliament com a aïllament tèrmic (barrera i reflectivitat), en els intercanviadors de calor (conducció de calor) i els cables d'electricitat (barrera i conductivitat elèctrica). Les làmines en un aliatge especial són utilitzades fins i tot en les intervencions estructurals en forma de bresca d'alguns components estructurals dels avions. El paper d'alumini, per la seva alta conductivitat, és un accessori en els filtres de tabac hookah: un full de paper d'alumini perforat que es col·loca entre el carbó i el tabac.
En oficines on l'entrada del sol és molt agressiva, s'acostuma a tapar la finestra amb una làmina de fusta coberta amb aquest paper.

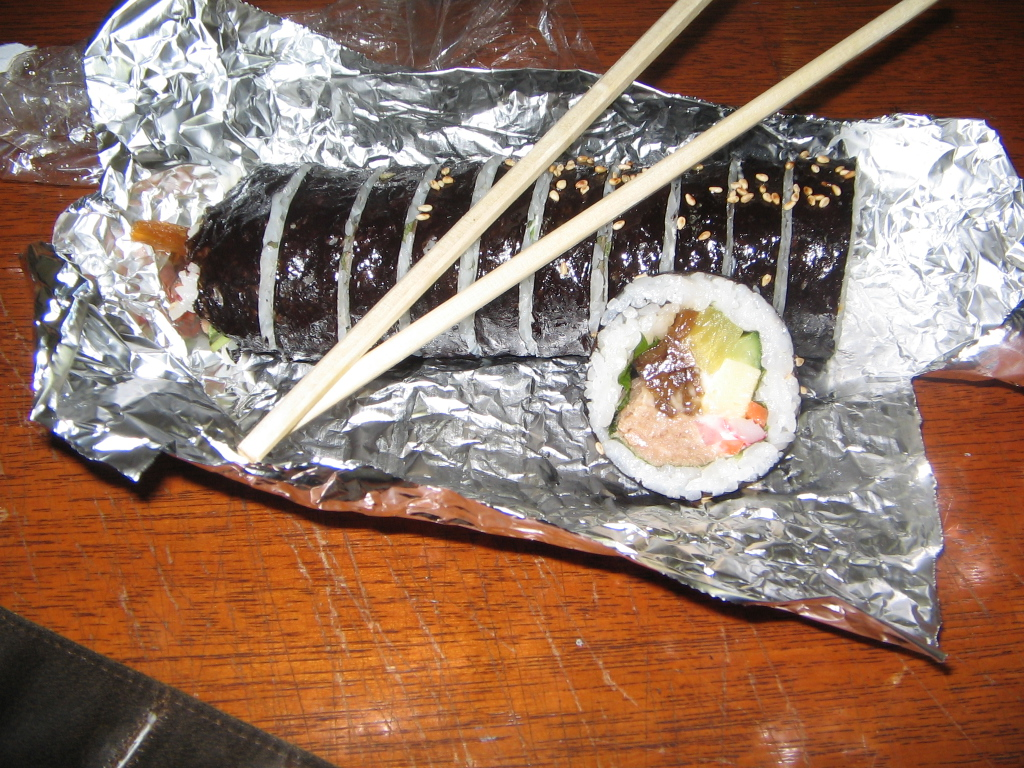
Kimbap en un full d'alumini, un dels usos més habituals a casa.

### A la cuina
El paper d'alumini també s'utilitza en les graellades d'alguns dels aliments delicats, com els bolets i les hortalisses: els aliments són embolicats en paper d'alumini i posteriorment posats a la graella per a evitar, d'aquesta manera, la pèrdua d'humitat que pot ocasionar unes textures menys atractives.
Com tots els elements metàl·lics, el paper d'alumini reacciona al microones de manera negativa i s'ha d'evitar d'introduir-l'hi. Això es deu a l'efecte dels camps elèctrics dels microones, que causen l'acumulació de càrregues de forma brusca en algunes parts punxegudes del full alumini. Si s'acumula prou càrrega es descarrega en un altre lloc de la làmina, creant una espurna (per exemple arcs). A causa de la freqüent utilització en els serveis d'alimentació, el paper d'alumini sòl ocasionar sovint incendis a la cuina.